# Kirin Cup 1993
De Kirin Cup 1993 was de 14e editie van de Kirin Cup. Het toernooi werd gehouden van 7 tot en met 14 maart, het werd gespeeld in Japan. De winnaar van dit toernooi was Hongarije, zij wonnen dit toernooi voor 1e keer.

## Eindstand
| Pos | Land             | Wed | Win | Gel | Ver | DV | DT | +/− | Pnt |
| --- | ---------------- | --- | --- | --- | --- | -- | -- | --- | --- |
| 1   | Hongarije        | 2   | 1   | 1   | 0   | 1  | 0  | +1  | 4   |
| 2   | Japan            | 2   | 1   | 0   | 1   | 3  | 2  | +1  | 3   |
| 3   | Verenigde Staten | 2   | 0   | 1   | 1   | 1  | 3  | –2  | 1   |

## Wedstrijden
|                                 |       |             |           |                                                              |
| 7 maart 1993 «onderlinge duels» | Japan | 0 – 1       | Hongarije | Fukuoka Toeschouwers: 30.000 Scheidsrechter: Majid Jay (USA) |
| 7 maart 1993 «onderlinge duels» |       | 47' Kiprich |           | Fukuoka Toeschouwers: 30.000 Scheidsrechter: Majid Jay (USA) |

|                                  |           |       |                  |                                                                    |
| 10 maart 1993 «onderlinge duels» | Hongarije | 0 – 0 | Verenigde Staten | Nagoya Toeschouwers: 12.500 Scheidsrechter: Shinichiro Obata (JPN) |
| 10 maart 1993 «onderlinge duels» |           |       |                  | Nagoya Toeschouwers: 12.500 Scheidsrechter: Shinichiro Obata (JPN) |

|                                  |                                 |       |                  |                                                                 |
| 14 maart 1993 «onderlinge duels» | Japan                           | 3 – 1 | Verenigde Staten | Tokio Toeschouwers: 48.000 Scheidsrechter: Gwang-Taek Kim (KOR) |
| 14 maart 1993 «onderlinge duels» | Miura 36' 80' Lapper 68' (e.d.) |       | 23' Perez        | Tokio Toeschouwers: 48.000 Scheidsrechter: Gwang-Taek Kim (KOR) |

| Winnaar Kirin Cup 1993 |
| ---------------------- |
|                        |
| Hongarije 1e titel     |